# Stamnodes casta
Stamnodes casta är en fjärilsart som beskrevs av W. Warren 1905. Stamnodes casta ingår i släktet Stamnodes och familjen mätare. Inga underarter finns listade i Catalogue of Life.